# Marcos Justine
Marcos Justine Fernández fue un oficial militar panameño que fue el último Jefe del Estado Mayor de las Fuerzas de Defensa de Panamá bajo el dictador Manuel Noriega antes de su desmantelamiento tras la invasión de Panamá por los Estados Unidos en 1989.
Antes de su paso por las Fuerzas de Defensa fue jefe de la Policía Nacional de la Ciudad de Panamá y jefe de la zona policial de Veraguas.
Tras la invasión Justine fue arrestado y acusado de malversación de 20 millones de dólares del Banco Nacional de Panamá durante la dictadura. Recibió un indulto presidencial en 1996 y fue puesto en libertad.
Sufrió una neumonía y falleció el 6 de junio de 2017 a los 83 años en el Hospital Nacional de la Ciudad de Panamá.